# ОШ „Стеван Синђелић” Каменица
ОШ „Стеван Синђелић” у Каменици је једна од установа основног образовања на територији града Ниша.

## Историјат
Први корени школства у Каменици су још из доба Турака, а први учитељ био је Петар Гиџура, писар код кнеза села, Петра Зељака.
Чим је ослобођена Каменица од Турака отворена је четвороразредна основна школа, а први учитељ био је Света Богдановић. Прва школска зграда подигнута је 1883. године са једном учионицом и станом за учитеља (данашња локација трафостанице). Школу у Каменици похађали су ђаци из Матејевца, Комрена, Хума, Рујника, Лесковика и Бренице. Убрзо после тога следио је покушај да четвороразредна школа прерасте у шесторазредну.
После рушења старе школске зграде, 1910. године подигнута је нова школа са две учионице и два стана за учитеље. У време Првог светског рата школа није радила, затворили су је Бугари. После рата школа је наставила да ради, а већ 1928. године подигнута је данашња школа у центру Каменице (стара школа ), а те године по први пут школу редовно похађају и женска деца.
Први пут потпуна осмогодишња школа у Каменици основана је школске 1950/51. године, а потом укинута. До поновног отварања дошло је 1953/54. године, када је школа добила своје данашње име  „Стеван Синђелић” по кнезу и војводи, јунаку из Првог српског устанка. Од тада ова школа ради као осмогодишња основна школа. Школске 1970/71. године школа је дислоцирана у згради бивше војне поште.
Школа данас поред матичне школе и два издвојена одељења и то у Бреници и Церју.